# 影山利郎
影山 利郎（かじやま としろう、1926年6月21日 - 1990年7月31日）は、日本の囲碁棋士である。静岡県出身。計算に明るく堅実な棋風の棋士であった。

## 概要
1926年（大正15年）6月21日、静岡県に生まれる。16歳になった1942年（昭和17年）から囲碁を習い始め、1948年（昭和23年）の全日本素人本因坊戦で優勝し、翌年の秋にプロ入り（初段）を果たした。1953年（昭和28年）に大手合第二部でも優勝して四段となり、その2年後に日本棋院入門講習会を開設、講師となった。
1961年（昭和36年）には六段に昇段したほか、1965年（昭和40年）の第9期高段者トーナメントと、その翌年の第10期高段者トーナメントにおいて、いずれも準優勝を果たすなど、着々と実力の向上を見せた。1967年（昭和42年）には囲碁選手権戦で活躍して高松宮賞を受賞し、また同年からの2年間、NHKテレビ囲碁講座に出演した。七段には10年後の1977年（昭和52年）に昇段を果たし、同年に大手合第一部全勝賞と準優勝なった。1990年（平成2年）7月31日、影山は逝去した。享年64。
影山は「囲碁レッスン日本一」とも称され、アマ囲碁（アマ碁界）の普及・発展に大いなる貢献をしたことで知られる。彼のその指導法は比較的好評であった。執筆家としての側面も持ち、多数の著書がある。
黒白、両者が是非とも打ちたい場所で、打った側の手が盤上に強くパワーを発揮する打ち手の威力を「力の光」と表現した。

## 昇段の履歴
- 1949年（昭和24年） - 一段
- 1950年（昭和25年） - 二段
- 1951年（昭和26年） - 三段
- 1953年（昭和28年） - 四段
- 1955年（昭和30年） - 五段
- 1961年（昭和36年） - 六段
- 1977年（昭和52年） - 七段

## 主な書籍
- 影山利郎 (1978年7月). Lessons in the fundamentals of go. ISBN 9783940563057
- 影山利郎 (2013年). 素人と玄人: 徹底分析、これだけ違う両者の視点. 日本棋院. ISBN 9784818206113 1971年初版の本の再刊
- 影山利郎 (1986年). 最新囲碁を始める人のために. 影山利郎. ISBN 9784262104522
- 影山利郎 (2005年). 置碁の戒め: 置石に自信をつけるために. 創元社. ISBN 9784422750149
- 影山利郎 (2002年). よくわかる囲碁入門: 決定版. 池田書店. ISBN 9784262104720
- 影山利郎 (1988年). アマの碁ここが悪い 1 布石の要点. ISBN 9784422750163